# 旺迪勒
旺迪勒（法語：Vendhuile，法語發音：[vɑ̃dɥil]）是法国上法蘭西大區埃纳省的一个市镇，属于圣康坦区。

## 地理
旺迪勒（50°0'37"N, 3°12'30"E）面积10.96 平方千米，位于法国上法蘭西大區埃纳省，该省份为法国北部内陆省份，北起北部省，西接索姆省和瓦兹省，东临阿登省和马恩省，西南至塞纳-马恩省，东北部与比利时接壤。
与旺迪勒接壤的市镇（或旧市镇、城区）包括：欧邦舍勒欧布瓦、博尼、古伊、朗皮尔、埃斯科河畔奥讷库尔、埃佩伊、莱吕德维涅。

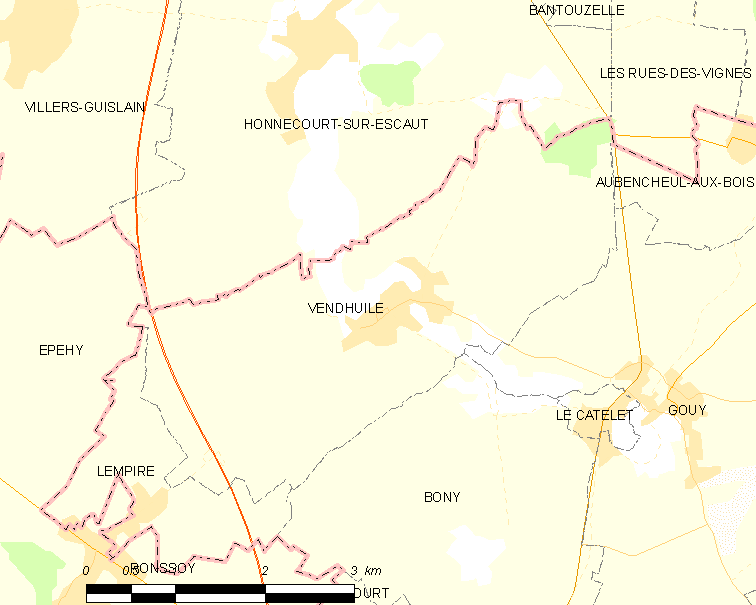
旺迪勒的OSM定位图

旺迪勒的时区为UTC+01:00、UTC+02:00（夏令时）。

## 行政
旺迪勒的邮政编码为02420，INSEE市镇编码为02776。

## 政治
旺迪勒所属的省级选区为博安昂韦尔芒多瓦县。

## 人口

1962-2008年间旺迪勒人口变化图示

旺迪勒于2022年1月1日时的人口数量为574人。